# Zagonia
Zagonia is een geslacht van insecten uit de familie van de afvalvliegen (Heleomyzidae), die tot de orde tweevleugeligen (Diptera) behoort.

## Soorten
- Z. flava Coquillett, 1904
- Z. flavicornis Melander, 1952